# かささぎ大橋
かささぎ大橋（かささぎおおはし）は、静岡県磐田市匂坂中から浜松市中央区豊西町を結ぶ天竜川の橋である。河口から9番目（新新天竜川橋：国道1号、天竜川鉄橋：JR東海道本線、東海道新幹線を含む）である。

## 概要
この橋より上流にある浜北大橋と下流にある天竜川橋・新天竜川橋の渋滞を緩和させる（いわゆる分散化）目的で建設された。ただ、朝夕の通勤ラッシュ時には、交通量が激増してあふれかえる状態になって渋滞する。昼間や夜間は交通量が比較的少ないためか渋滞の頻度、規模は天竜川橋や浜北大橋よりはひどくない。

### 概要データ
- 車線数：2車線 左岸（磐田市）側は工業団地の中を横断している形となるため、4車線分の用地はない。
- 全長：1500m

## 沿革
- 1997年（平成9年）11月7日：開通。

## 道路
- 静岡県道374号浜松袋井線
  - 開通後数年間は周辺が所々途切れている区間があったが、2000年代前半までには整備・延伸工事が行われた。
  - 開通前はこの県道は点線区間であり、磐田・袋井方面に行く際は、天竜川橋か浜北大橋を利用しなければならず、大きく迂回する必要があった。

## 接続する道路
- 静岡県道343号上野部豊田竜洋線
- 静岡県道344号二俣浜松線
  - どちらもアンダーパス形式の立体交差である。

## 周辺および最寄り施設

### 磐田市側
- さぎさか工業団地
- 寺谷浄水所
- 磐田市立岩田小学校
- ブリヂストン磐田工場
- 磐田市立総合病院

### 浜松市側
- 東部衛生工場
- 浜松市発達医療総合福祉センター
- ユタカ技研

## 名前の由来
かささぎという鳥と、浜松市笠井地区（浜松市中央区豊西町は笠井地区であるため）のかさと磐田市匂坂のさぎをかけている。また、街灯はかささぎの鳥をモチーフにしたデザインになっており、歩道のフェンス、タイルにはかささぎの鳥の絵がある。
座標: 北緯34度45分47秒 東経137度49分05秒 / 北緯34.76319度 東経137.818度